# Cemetery
Cemetery è un singolo del gruppo musicale australiano Silverchair, pubblicato nel 1997 ed estratto dall'album Freak Show.

## Tracce
- 12" (AUS)

1. Cemetery
2. Slab (Nicklaunoise mix)
3. Cemetery (acoustic)

- CD (Europa)

1. Cemetery
2. Freak (Remix for Us Rejects)
3. Undecided